# Lacinipolia perta
Lacinipolia perta är en fjärilsart som beskrevs av Druce 1889. Lacinipolia perta ingår i släktet Lacinipolia och familjen nattflyn. Inga underarter finns listade i Catalogue of Life.